# Squadra costaricana di Fed Cup
La squadra costaricana di Fed Cup rappresenta la Costa Rica nella Fed Cup, ed è posta sotto l'egida della Federación Costarricense de Tenis.
Essa partecipa alla competizione dal 1992 senza mai aver superato la fase zonale.

## Organico 2011
Aggiornato ai match del gruppo II (16-21 maggio 2011). Fra parentesi il ranking della giocatrice nei giorni della disputa degli incontri.
- Andrea Brenes (WTA #)
- Camila Quesada (WTA #)
- Mariella Calderón (WTA #)

## Ranking ITF
- Il prossimo aggiornamento del ranking è previsto per il mese di febbraio 2012.

| Costa Rica nel Ranking ITF (aggiornata al 7 novembre 2011) |              |        |                            |
| Pos                                                        | Squadra      | Punti  | Gruppo                     |
| 70                                                         | Marocco      | 220.00 | Gruppo III - Europa/Africa |
| 71                                                         | Egitto       | 205.00 | Gruppo III - Europa/Africa |
| 72                                                         | Armenia      | 204.50 | Gruppo III - Europa/Africa |
| 73                                                         | Costa Rica   | 200.00 | Gruppo II - Americhe       |
| 74                                                         | Turkmenistan | 181.00 | Gruppo II - Asia/Oceania   |
| 75                                                         | Tunisia      | 150.00 | Gruppo III - Europa/Africa |
| 76                                                         | Montenegro   | 128.00 | Gruppo II - Europa/Africa  |